# Please, please
『please, please』（プリーズ、プリーズ）は、2004年5月19日に発売されたSOPHIAの24枚目のシングル。

## 解説
- 3週連続リリースの第2弾となるシングルである。初回生産の3万枚限定で販売された。
- テレビ東京系『元祖!でぶや』の2004年4月・5月・6月のエンディングテーマ。
- ジャケットの中央で全裸の外国人が後ろ向きで逆立ちをしている。

## 収録曲
1. please, please
作詞：松岡充、作曲：豊田和貴
2. please, please (Instrumental)

CD-EXTRA仕様
SOPHIA映像作品集Part2（パーソナルインタビュー、ツアードキュメントetc. 〜 BGM「花は枯れて また咲く」）

## 楽曲の収録アルバム
- ALL SINGLES「A」 (#1)